# Live: Take No Prisoners
| Recensione               | Giudizio |
| ------------------------ | -------- |
| AllMusic                 | [ 1 ]    |
| Chicago Tribune          | [ 2 ]    |
| Christgau's Record Guide | C+       |

Take No Prisoners è il terzo album dal vivo di Lou Reed ed è stato pubblicato nel 1978 dalla Arista Records.

## Descrizione
Nonostante si tratti delle registrazioni dei concerti che Reed tenne al Bottom Line di New York nel 1978, l'album è quanto di più lontano da una classica esecuzione live si possa pensare. Quasi tutte le canzoni non vengono cantate ma parlate e continuamente interrotte da uno sproloquio continuo, nel quale un acidissimo Lou Reed spara a zero sul pubblico, sulla stampa musicale e su vari colleghi musicisti. Una sorta di ironico blues metropolitano che stravolge completamente i suoi pezzi più celebri, a tratti rendendoli irriconoscibili. Cinico, strafottente, rabbioso, Reed prende in giro Patti Smith («Fanculo Radio Ethiopia, amico, io sono Radio Brooklyn!»), l'attivismo politico («mi ci pulisco il culo!»), la noia di dover suonare sempre le sue canzoni più famose («Non è che non voglia suonare le vostre preferite, è che ci sono così tante favorite tra cui scegliere») e i critici musicali («...immaginate cosa voglia dire aver lavorato per un fottuto anno intero sul vostro disco, per poi vedersi dare una B+ da uno stronzetto del Village Voice?»). Solo occasionalmente Reed arresta lo sproloquio per suonare una canzone per intero (come nel caso di Pale Blue Eyes e Coney Island Baby) e si diverte ad interrompere a metà Walk on the Wild Side indispettendo il pubblico. Non si tratta di un disco live convenzionale, ma piuttosto di una sorta di "cabaret" messo in atto da un Reed in vena di scherzi. È interessante soprattutto dal punto di vista psicologico per entrare nel mondo di Lou Reed, nel suo cervello e nel suo tagliente e perverso senso dell'umorismo.

### Copertina
L'illustrazione in copertina, che rappresenta un disegno di una sorta di punk in giubbotto di pelle con calze a rete e reggicalze, circondato dalla spazzatura e ritratto davanti ad un muro di mattoni con scritto a vernice il titolo dell'album, è opera del disegnatore Brent Bailer, che copiò l'idea di base dell'artista underground spagnolo Nazario. Lou Reed volle utilizzare il disegno senza chiedere il permesso dell'autore originale, e per questo chiese a Bailer di disegnare un'illustrazione uguale per il suo LP. Nazario intentò causa legale a Lou Reed per il copyright dell'immagine, e conseguentemente la copertina del disco in Spagna venne sostituita con una foto di Lou Reed in concerto nel suo periodo da biondo ossigenato.

### Titolo
Secondo lo stesso Lou Reed, la genesi del titolo dell'album, ebbe una curiosa origine. Durante un concerto dell'epoca in un piccolo albergo in Québec, un tizio del pubblico, evidentemente in stato di alterazione alcolica, si rivolse alla band urlando: «Take no prisoners Lou!» («Niente prigionieri Lou!») e subito dopo iniziò a sbattere violentemente e ripetutamente la testa sul tavolo. Colpito dallo strano personaggio, Reed decise di utilizzare la frase del tizio come titolo del disco.

## Tracce
Testi e musiche di Lou Reed.
CD 1
1. Sweet Jane – 10:44
2. I Wanna Be Black – 6:27
3. Satellite of Love – 7:06
4. Pale Blue Eyes – 7:36
5. Berlin – 6:13
6. I'm Waiting for the Man – 13:59

CD 2
1. Coney Island Baby – 8:37
2. Street Hassle – 13:15
3. Walk in the Wild Side – 16:54
4. Leave Me Alone – 7:29

## Formazione
- Lou Reed - voce, chitarra, guitar synth
- Stuart Heinrich - chitarra, seconda voce
- Marty Fogel - sax
- Michael Fonfara - piano elettrico
- Ellard Moose Boles - basso, seconda voce
- Michael Suchorsky - batteria
- Angel Howell - tamburello, seconda voce
- Chrissy Faith - seconda voce